# Cibrek Tunong
Cibrek Tunong is een bestuurslaag in het regentschap Aceh Utara van de provincie Atjeh, Indonesië. Cibrek Tunong telt 694 inwoners (volkstelling 2010).